# Човек који није био ту
Човек који није био ту (енгл. The Man Who Wasn‘t There) је амерички филм снимљен 2001. у режији Џоела Коена. Главне улоге тумаче Били Боб Торнтон, Франсес Макдорманд и Мајкл Бадалуко.

## Радња
Смјештен у касне четрдесете у Калифорнија, филм говори о резигнираном бријачу и страственом пушачу (Били Боб Торнтон) који у покушају да намакне нешто новца почне уцјењивати жениног шефа, који јој је уједно и љубавник. Необично за савремене филмове, филм је у цјелини приказан, иако не снимљен, у црно-бијелој техници.

## Улоге
| Глумац             | Улога                 |
| ------------------ | --------------------- |
| Били Боб Торнтон   | Ед Крејн              |
| Франсес Макдорманд | Дорис Крејн           |
| Мајкл Бадалуко     | Френк                 |
| Џејмс Гандолфини   | Биг Дејв Брустер      |
| Кетрин Боровиц     | Ен Нирдлингер Брустер |
| Џон Полито         | Крејтон Толивер       |
| Скарлет Џохансон   | Берди Абундас         |
| Ричард Џенкинс     | Валтер Абундас        |

## Награде
Џоел Коен је освојио награду за најбољег режисера на Канском филмском фестивалу 2001. године, коју је делио са Дејвидом Линчом, режисером филма Булевар звезда. Филм је такође био номинован за Оскара за најбољу фотографију 2002. године.